# Siegfried Leibholz
Siegfried Leibholz (ur. 5 sierpnia 1925 w Berlinie, zm. 1 lutego 2005) – generał major Stasi.

## Życiorys
Był narodowości żydowskiej. Po ukończeniu szkoły podstawowej uczył się w gimnazjum, z którego został wydalony z powodu pochodzenia i działalności komunistycznej jego ojca. W 1939 został uczniem ślusarza, uczył się też w szkole wieczorowej, od 1941 pracował dorywczo, w 1942 uzyskał maturę. Od 1943 ukrywał się w Kremmen, po kapitulacji III Rzeszy podjął pracę we wschodnioniemieckiej policji w powiecie Osthavelland, 1946-1947 był kursantem szkoły policyjnej. W 1946 wstąpił do SED, w 1947 wykładał w szkole policyjnej w Luckenwalde, później został szefem policji ochronnej w Eberswalde i wykładowcą w szkole policyjnej w Biesenthal. W latach 1948–1949 był szefem policji ochronnej w Teltowie, 1949-1951 pracował w zarządzie ochrony gospodarki narodowej w Blankenfelde-Mahlow, 1951-1954 kierował Wydziałem VII (ds. Policji) Ziemskiego Zarządu Stasi Brandenburgii/Okręgowego Zarządu Stasi w Poczdamie, a 1954-1955 był szefem Wydziału II (Kontrwywiadowczego) tego zarządu. W latach 1955–1971 był zastępcą szefa Okręgowego Zarządu Stasi w Poczdamie ds. zagadnień operacyjnych, a 1971-1985 szefem tego zarządu, 1960-1968 zaocznie studiował w Wyższej Szkole Prawa i Nauk Politycznych Waltera Ulbrichta w Poczdamie, po ukończeniu której uzyskał dyplom politologa, w 1980 otrzymał stopień generała majora, w 1985 przeszedł na emeryturę. Był odznaczony Złotym Orderem Zasługi dla Ojczyzny (1985).